# Amazon Web Services
Amazon Web Services (AWS abreviado) es una colección de servicios de computación en la nube pública (también llamados servicios web) que en conjunto forman una plataforma de computación en la nube, ofrecidas a través de Internet por Amazon.com. Es usado en aplicaciones populares como Dropbox, Foursquare, HootSuite. Es una de las ofertas internacionales más importantes de la computación en la nube y compite directamente con servicios como Microsoft Azure, Google Cloud Platform, Oracle Cloud e IBM Cloud. Es considerado como un pionero en este campo.

## Arquitectura

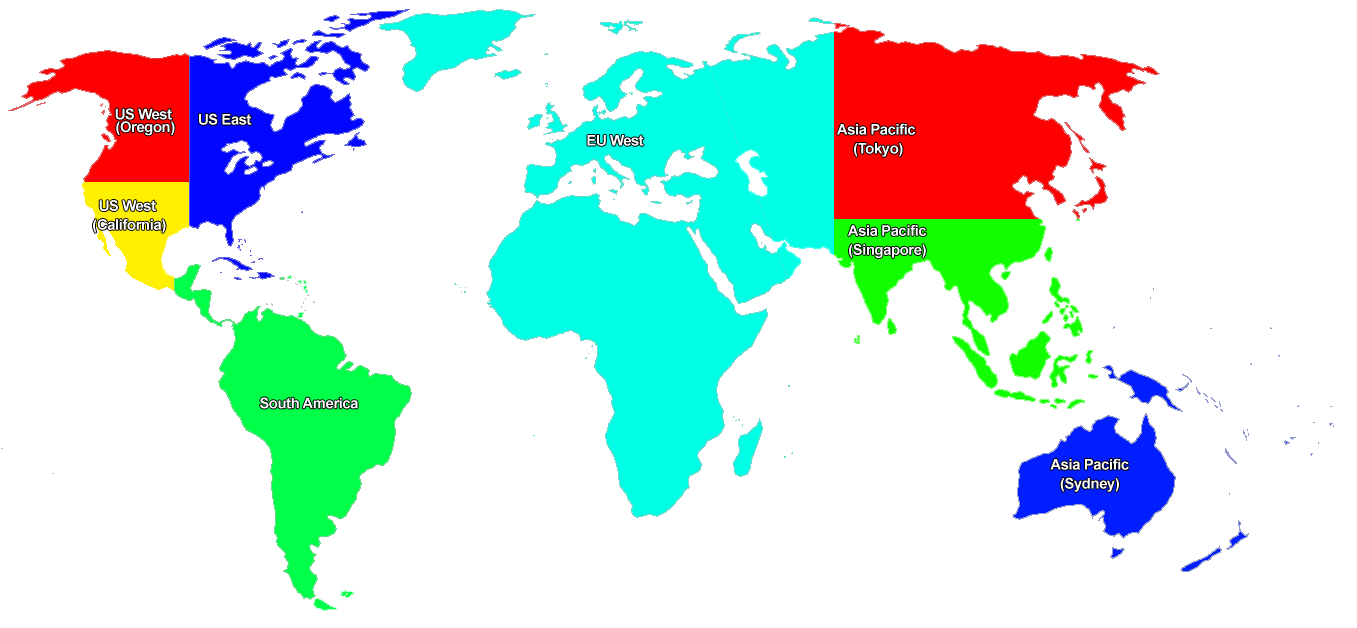
Mapa mostrando las regiones geográficas aproximadas usadas por Amazon Web Services.

AWS está situado en 20 Regiones geográficas: región y número de zonas de disponibilidad
- EE. UU. Este: Norte de Virginia (6), Ohio (3)
- EE. UU. Oeste: Norte de California (3), Oregón (3)
- Canadá: Central (2)
- México: Central (2)
- Asia Pacífico: Bombay (2), Seúl (2), Singapur (2), Sídney (3), Tokio (3)
- China: Pekín (2), Ningxia (2)
- Europa: Fráncfort (3), Irlanda (3), Londres (3), París (3), Zaragoza (3)
- América del Sur: São Paulo, Brasil (3), prox. Lima, Perú (1)
- América Central: San José, Costa Rica (1)
- AWS GovCloud (US-West) (2).

Proporcionado para los clientes del Gobierno de EE. UU. Cada región está totalmente contenida dentro de un solo país y todos sus datos y servicios permanecen dentro de la región designada.
Cada región tiene múltiples "zonas de disponibilidad" (número entre paréntesis), que son los diferentes centros de datos que proporcionan servicios de AWS. Estas zonas de disponibilidad están aisladas unas de otras para evitar la propagación de cortes entre las zonas. Varios servicios operan a través de zonas de disponibilidad (por ejemplo, S3, DynamoDB, MariaDB), mientras que otros pueden estar configurados para reproducirse a través de zonas para extender la demanda y evitar el tiempo de inactividad de los mismos y de la misma manera como se ha realizado.

## Historia

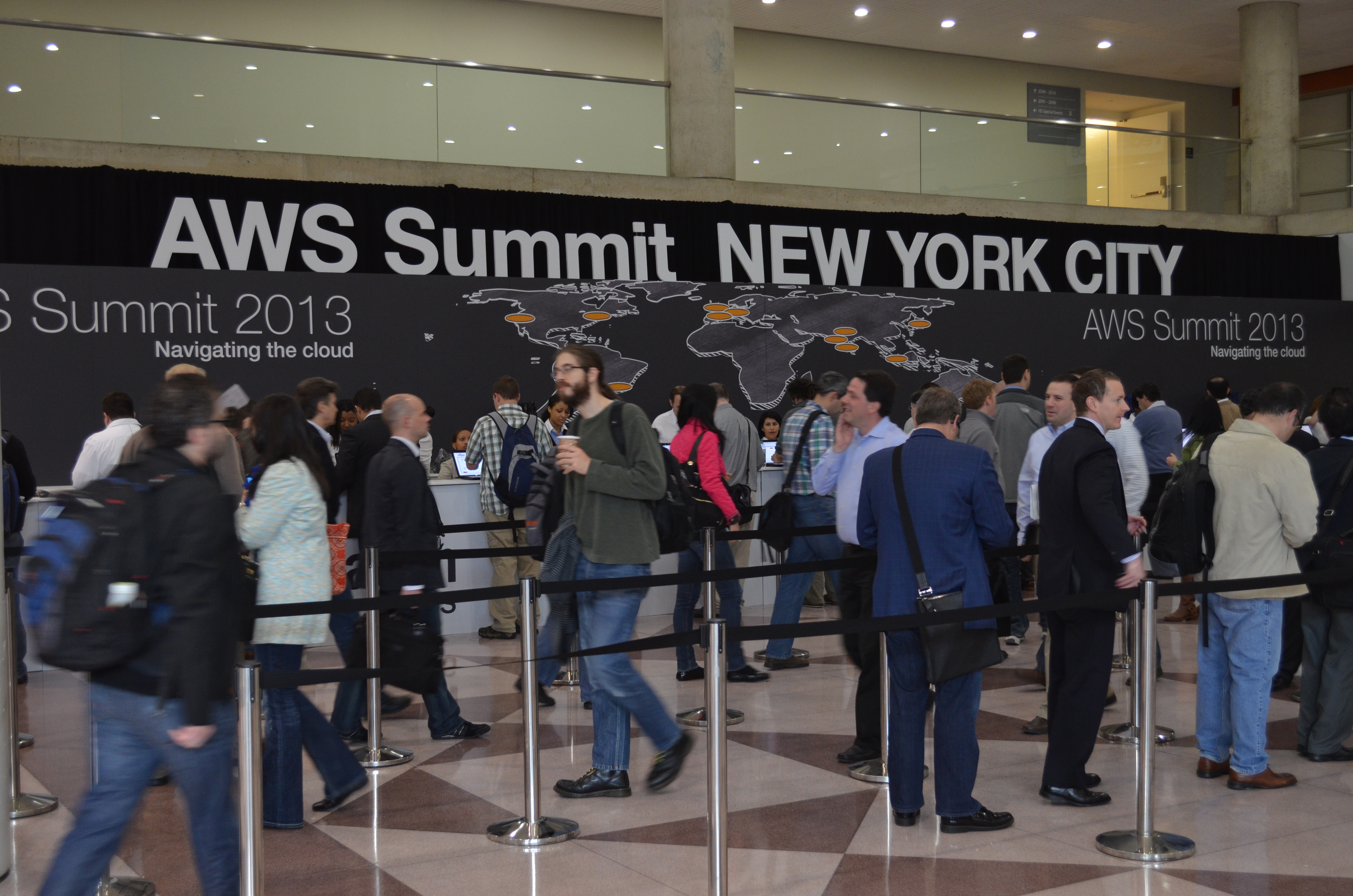
Evento AWS Summit 2013 en Nueva York.

Lanzado oficialmente en 2006, Amazon Web Services ofrece servicios en línea para otros sitios web o aplicaciones del lado del cliente. La mayoría de estos servicios no están expuestos directamente a los usuarios finales, sino que ofrecen una funcionalidad que otros desarrolladores puedan utilizar en sus aplicaciones. Se accede a Amazon Web Services a través de HTTP, utilizando protocolos REST y SOAP. Todos los servicios son facturados en función del uso, pero la forma de uso por la que es medida la facturación varía de un servicio a otro.
A finales de 2003, Chris Pinkham y Benjamin Black presentaron un documento proponiendo a la compañía construir y vender un conjunto de servicios basados en la experiencia de la construcción y uso de la infraestructura de Amazon.com. El primer servicio AWS lanzado para el uso público era Simple Queue Service en noviembre de 2004. Amazon EC2 fue construido por un equipo en Sudáfrica, Ciudad del Cabo bajo Pinkham cuyo desarrollador líder fue Chris Brown.
En junio de 2007, Amazon afirmó que más de 330.000 desarrolladores se habían inscrito para utilizar Amazon Web Services.
El 20 de abril de 2011, algunas partes de Amazon Web Services sufrieron un corte importante. Una parte de los volúmenes que estaban utilizando el Elastic Block Store (EBS) sufrieron un "atasco" en el servicio y no fueron capaces de llevar a cabo la lectura y escritura de solicitudes. Fueron necesarios al menos dos días para restaurar el servicio por completo.
El 29 de junio de 2012, varios sitios web que se basan en Amazon Web Services perdieron la conexión a la red debido a una fuerte tormenta de proporciones históricas en el área de Virginia del Norte, donde está el mayor centro de datos de Amazon.
El 22 de octubre de 2012, se produjo una interrupción importante, que afectó a muchos sitios web como reddit, Foursquare, Pinterest, etc. La causa fue un error de latencia en un agente de recogida de datos de funcionamiento.
En la Nochebuena de 2012, Amazon Web Services volvió a sufrir un corte de luz, causando la caída de sitios web como Netflix. Para algunos clientes, sobre todo en el norte-este de EE. UU., Amazon emitió posteriormente un comunicado que detallaba los problemas con el servicio Elastic Load Balancing para aclarar la interrupción.
Mientras que los ingresos AWS no se muestran en los resultados financieros de Amazon (pues pertenecen a la categoría "Otros"), analistas de la industria estiman que han superado los 1.500 millones de dólares en 2012.
En 2020, se confirmó que Amazon Web Services se asociará con la empresa colombiana Sena, para formar profesionales en tecnologías como ciencias de datos, inteligencia artificial, cloud computing, ciberseguridad y desarrollo de aplicaciones con lo que se espera formar a más de 150.000 colombianos.
En febrero de 2022, anunciaron que expandirán su partnership con Hugging Face, una empresa especializada en el machine learning y la inteligencia artificial. El objetivo es mejorar la capacidad, tanto interna como externamente, de sus procesos.

## AWS Lambda
AWS Lambda es una parte de la plataforma de computación en la nube de la empresa Amazon denominada Amazon Web Services (AWS). AWS Lambda permite ejecutar código que responda a eventos sin aprovisionar ni administrar servidores. Solo pagará por el tiempo informático que consuma dado que no se cobra nada cuando el código no se está ejecutando. Fue introducido en noviembre de 2014.[cita requerida]
El propósito de Lambda, en comparación a AWS EC2, es simplificar la construcción de pequeñas aplicaciones bajo demanda que respondan a información nueva y eventos. AWS busca crear una instancia Lambda en milisegundos de un evento. Node.js, Python, Java, Go y C# son soportados oficialmente desde 2016, y otros lenguajes, mediante call-outs, también. Sin embargo, algunos runtimes, como la Máquina virtual de Java, puede ser más lento que otros para iniciar.[cita requerida]
AWS Lambda soporta ejecución segura de aplicaciones nativas de Linux vía llamadas de un framework compatible como Node.js. Por ejemplo, código Haskell puede ser ejecutado en Lambda.[cita requerida]
AWS Lambda fue diseñado para casos de uso como carga de imágenes u objetos a Amazon S3, actualizaciones a tablas de DynamoDB, respondiendo a clics de sitios web o reaccionando a lecturas de sensor de un dispositivo IoT conectado. AWS Lambda también puede usarse para proveer servicios de Backend que reciban consultas y brinden respuestas HTTP . Estos servicios HTTP se configuran en AWS API Gateway, los cuales pueden manejar autenticación y autorización junto a AWS Cognito.[cita requerida]
A diferencia de Amazon EC2, el cual cobra por hora, pero mide en segundos, AWS Lambda mide en picos de 100 milisegundos. Cantidades de uso por debajo del nivel definido por Amazon caen dentro de la versión gratuita - el cual no expira 12 meses después de que se registra la cuenta, a diferencia de la versión gratuita de otros servicios AWS.